# Sottolivellamento del tratto ST
Con sottoslivellamento (o depressione) del tratto ST si fa riferimento ad un'alterazione del tratto ST dell'elettrocardiogramma di superficie.
Il sottoslivellamento del tratto ST è spesso un segno di ischemia del miocardio, di cui l'insufficienza coronarica è una delle cause principali.

## Riconoscimento e misurazione del segmento ST

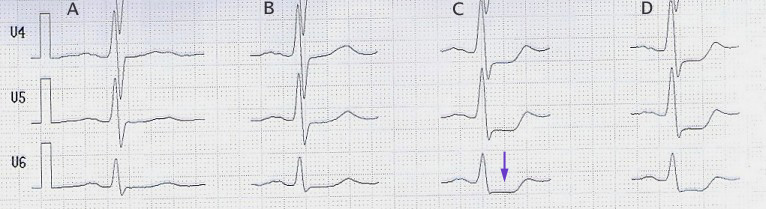
Elettrocardiogramma che mostra un sottoslivellamento del tratto ST.

Il segmento ST è definito come l'intervallo tra il complesso QRS e l'inizio dell'onda T; l'identificazione del segmento ST è decisamente più agevole nelle derivazioni precordiali sinistre.
Esso non deve deviare per più di 1 mm (sia al di sopra che al di sotto) dalla linea isoelettrica.
L'entità del sottoslivellamento del segmento ST può essere determinata misurando la distanza verticale tra traccia del paziente e la linea isoelettrica -3 millimetri dal complesso QRS.
Il sottoslivellamento del tratto ST è significativo se è superiore a 1 mm in V5, V6, o 1,5 mm in AVF o D3. 
In un test di stress cardiaco , una depressione ST di almeno 1 mm dopo somministrazione di adenosina indica una ischemia reversibile. Similmente una prova da sforzo richiede una depressione ST di almeno 2 mm per essere significativa nell'indicare una ischemia reversibile.

## Cause
Esistono varie malattie che possono determinare sottoslivellamento del tratto ST:
- Ischemia subendocardica[5]
- Infarto del miocardio[3]
- Infarto miocardico non-Q[5]
- Sottoslivellamenti speculari in corso di un infarto miocardico acuto di tipo Q, nelle derivazioni che registrano da parti opposte a quelle in cui si verifica l'infarto (ad esempio depressione del tratto ST nelle derivazioni I e aVL in soggetti con infarto miocardico acuto inferiore in atto)[5]
- Digossina[3][5]
- Ipokaliemia[3][5]
- Ipertrofia ventricolare destra o sinistra[5]
- Anomalie della conduzione intraventricolare (ad esempio, blocco di branca destra o sinistra,WPW ed altre)[5]
- Ipotermia[3]
- Tachicardia[3]
- Prolasso della valvola mitrale[5]

Inoltre questo riscontro può essere una variante normale od un artefatto, ad esempio in caso di:
- Pseudo-depressione ST, che è dovuta ad una linea isoelettrica instabile a causa di un cattivo contatto fra cute ed elettrodi[5]
- Depressione giunzionale, ossia del punto J e della parte prossimale del segmento ST, fenomeno fisiologico legato alla ripolarizzazione atriale.[5]
- Iperventilazione[5]